# Dose efetiva
Em farmacologia, uma dose efetiva (DE, DE50, ED50; em inglês:  effective dose) ou concentração efetiva (CE) é uma dose ou concentração de um medicamento que produz uma resposta biológica. O termo dose efetiva é usado quando as medições são feitas in vivo, enquanto o termo concentração efetiva é usado quando as medições são feitas in vitro.
Afirma-se que qualquer substância pode ser tóxica em uma dose alta o suficiente. Este conceito foi exemplificado em 2007, quando uma mulher da Califórnia morreu de intoxicação por água em um concurso sancionado por uma estação de rádio. A linha entre eficácia e toxicidade depende do paciente em particular, embora a dose administrada por um médico deva cair na janela terapêutica predeterminada do medicamento.
A importância de determinar a faixa terapêutica de um medicamento não pode ser exagerada. Isso é geralmente definido pelo intervalo entre a dose eficaz mínima (DEM) e a dose máxima tolerada (DMT). A DEM é definida como o nível de dose mais baixa de um produto farmacêutico que fornece uma resposta clinicamente significativa na eficácia média, que também é estatisticamente significativamente superior à resposta fornecida pelo placebo. Da mesma forma, a DMT é o nível de dose mais alto possível, mas ainda tolerável, em relação a uma toxicidade clínica limitante pré-especificada. Em geral, esses limites referem-se à população média de pacientes. Para os casos em que existe uma grande diferença entre a DEM e a DMT, afirma-se que o fármaco tem uma grande janela terapêutica. Por outro lado, se a faixa for relativamente pequena, ou se a DMT for menor que a DEM, o produto farmacêutico terá pouco ou nenhum valor prático.